# Liste der Erzbischöfe von Zypern
Die folgenden Personen waren Bischöfe und Erzbischöfe von Zypern:
- St. Barnabas I. (45)
- Herakleidios (1. Jahrhundert)
- Heraklidos (Ende 3. Jahrhundert)
- Gelasios (325)
- Epiphanios I. (367–403)
- Stavrinos (403)
- Troilos (431)
- Theodoros (?–431)
- Reginos (431–?)
- Olympios I. (449–451)
- Stavrinos II. (457)
- Anthemios (470)
- Olympios II. (Während der Regentschaft von Justinian I.)
- Philoxenos (Während der Regentschaft von Justinian I.)
- Damianos (Während der Regentschaft von Justinian I.)
- Sophronios I. (Während der Regentschaft von Justinian I.)
- Gregorios (Während der Regentschaft von Justinian I.)
- Arkadios I. (Während der Regentschaft von Justinian I.)
- Plutarch (620–625)
- Arkadios II. (630)
- Sergios (643)
- Epiphanios II. (681)
- Johannes I. (691)
- Georgios I. (750)
- Konstantin (783)
- Epiphanios III. (um 870)
- Eustathios (–890)
- Basilios
- Nikolaus Muzalon (–1110)
- Johannes II. (1151–1174)
- Barnabas II. (1175)
- Sophronios II. (1191)
- Isaias (1205–1209)
- Simeon oder Hilarion (um 1218)
- Neophytos (1222)
- Georgios II. (1254)
- Germanos I. Pesimandros (1260)

Unter der Herrschaft der Lusignan und später durch die Venezier 1260–1571 verlor Zypern seine Autokephalie und wurde direkt dem Papsttum unterstellt. Die 14 Diözesen wurden auf 4 reduziert, bis die Osmanen 1571 als Zeichen ihres Guten Willen und aus administrativen Gründen die Orthodoxe Kirche von Zypern mit allen früheren Rechten und Privilegien wiedererrichteten.
- Timotheos I. (1572)
- Laurentios (1580)
- Neophytos (1592)
- Athanasios I. (1592–1600)
- Beniamin (1600)
- Christodoulos I. (1606)
- Timotheos II. (1622)
- Ignatios (1634)
- Nikephorus (1640–1674)
- Ilarion Kigalas (1674–1682)
- Christodoulos II. (1682–1690)
- Iakobos I. (1691–1692)
- Germanos II. (1695–1702)
- Athanasios II. (1705–1708) (auch Patriarch von Antiochia)
- Iakobos II. (1709–1718)
- Silvestros (1718–1733)
- Philotheos (1734–1759)
- Paisios (1759–1767)
- Chrysanthos (1767–1810)
- Kyprianos (1810–1821)
- Ioakim (1821–1824)
- Damaskinos (1824–1827)
- Panaretos (1827–1840)
- Ioannikos (1840–1849)
- Kyrillos I. (1849–1854)
- Makarios I. (1854–1865)
- Sophronios III. (1865–1900)
- Kyrillos II. (1909–1916)
- Kyrillos III. (1916–1933)
- Leontios (1947)
- Makarios II. (1947–1950)
- Makarios III. (1950–1977) (auch erster Präsident der Republik Zypern)
- Chrysostomos I. (1977–2006)
- Chrysostomos II. (2006–2022)
- Georgios III. (seit 2022)